# SN 2012bq
SN 2012bq – supernowa typu IIn, odkryta 30 marca 2012 roku w galaktyce A101638-0646. W momencie odkrycia, miała maksymalną jasność 17,6m.